# Quercus brantii
Quercus brantii là một loài thực vật có hoa trong họ Cử. Loài này được Lindl. miêu tả khoa học đầu tiên năm 1840.

## Hình ảnh

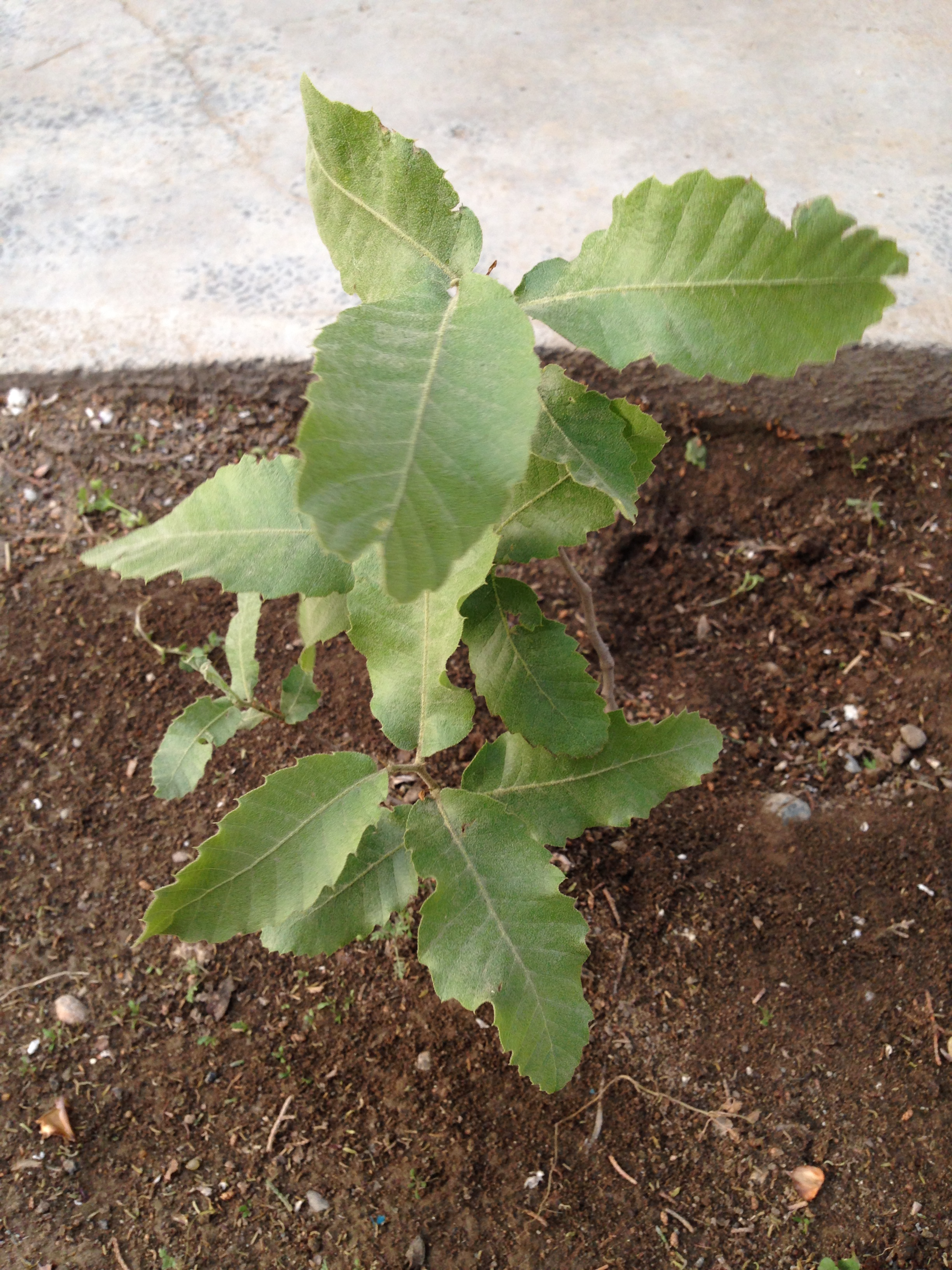
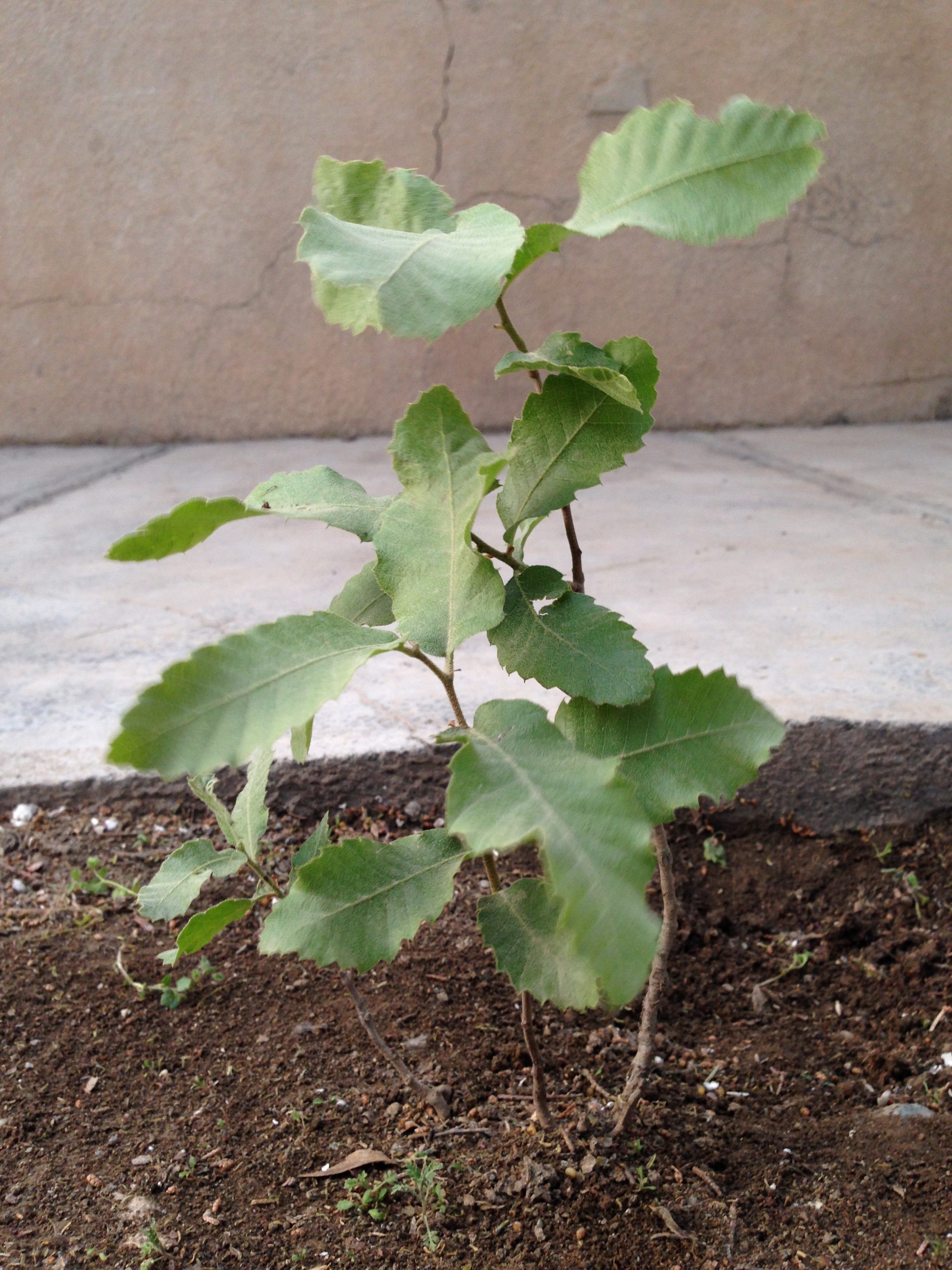